# Pierre Cevey
Pierre Cevey, né le 24 avril 1933 et mort le 13 novembre 2017 à Orbe, est une personnalité politique suisse, membre du Parti radical-démocratique.

## Biographie
Pierre Cevey fait des études de sciences économiques à l'université de Lausanne et obtient sa licence en 1956. Membre du Parti radical-démocratique, Pierre Cevey est conseiller communal (législatif) d'Yverdon-les-Bains entre 1961 et 1983. Il siège ensuite au Grand Conseil vaudois entre 1974 et 1983 avant d'être élu conseiller d'État le 26 février 1984. Il remplace dès le 26 mars Jean-Pascal Delamuraz, élu au Conseil fédéral. Il y est responsable du département de l'instruction publique et des cultes jusqu'au 19 mars 1994. Il élabore la réforme de la loi scolaire l'année de son élection. Il est le président du Conseil d'État en 1990. C'est à son instigation qu'est créée la Fondation vaudoise pour la culture en 1987,,.
Il est en outre membre du Conseil suisse de la science et de l'innovation entre 1989 et 1994.
Il meurt d'un cancer le 13 novembre 2017.